# 五大连池农场
五大连池农场，原名五大连池原种场，是一个位于中华人民共和国黑龙江省黑河市五大连池市的农场，亦是黑龙江省农垦北安管理局所属的一个农场。
五大连池农场始建于1948年3月，地处五大连池风景名胜区自然保护区境内，土地总面积282,556.9亩，总人口7391人。

## 行政区划
五大连池农场下辖以下单位：
五大连池场直社区、五大连池原种场第一管理区、五大连池原种场第二管理区、五大连池原种场第三管理区、五大连池原种场第四管理区、五大连池原种场第五管理区、五大连池原种场第六管理区、五大连池原种场第七管理区、五大连池原种场第八管理区、五大连池原种场第九管理区、五大连池原种场第十管理区、五大连池原种场第十一管理区和五大连池原种场第十二管理区。